# جلان دوسن
جلان دوسن (بالإنجليزية: Glen Dawson)‏ هو متسلق الجبال أمريكي، ولد في 3 يونيو 1912، وتوفي في 22 مارس 2016.